# Bluefields (Jamajka)
Bluefields, miejscowość położona w regionie Westmoreland w zachodniej części wyspy Jamajka.

## Historia
Założona w 1519 pod nazwą Oristan, jako jedna z pierwszych osad hiszpańskich na Jamajce. Dzięki położeniu w zatoce była miastem portowym z którego korzystała flota hiszpańska, następnie brytyjska, a także piraci. Z tego portu w 1670 roku flota bukaniera Henry'ego Morgana miała wyruszyć na podbój Panamy. 
W 1746 roku osiedlili się tutaj szkoccy jakobici szukający schronienia po przegranej bitwie pod Culloden - stąd wiele szkockich nazw w i okolicach miejscowości.

## Atrakcje turystyczne
- plaża Bluefields (ang. Bluefields Beach Park), jedna z najbardziej popularnych plaży na wyspie[3] .